# باشگاه فوتبال دانکرک
باشگاه فوتبال دانکریک (به انگلیسی: Dunkirk Football Club) یک باشگاه فوتبال در شهر ناتینگهام، کشور انگلستان است که در سال ۱۹۴۶ میلادی تأسیس شده‌است.